# 佐治谷ばなし
佐治谷ばなし（さじだにばなし）は鳥取県に伝わる民話。鳥取市指定無形民俗文化財に指定されている。日本三大おろか話に挙げられることもある。

## 概要
日常のどこにもありそうな愚行を笑い話として語り継がれてきたものである。話は「トッチンポン」で終わるのが特徴。
佐治村長であった上田禮之が村内に伝わる昔話を発掘して「佐治谷ばなし」としてまとめた。平成16年（2004年）に語り部である「さじ民話会」とともに鳥取市無形民俗文化財に指定された。
古典落語などが原話であり、参勤交代の江戸土産として移入されたものが改作されたとされる。鳥取藩の参勤交代で江戸と鳥取を行き来していた奉公人などが庚申待ちの夜語りなどで語り継いできたものと考えられている。
佐治谷ばなし56話の内、47話は江戸小咄や古典落語を原話としており、オリジナルは9話である。

## 佐治谷ばなしの例
- 昔々、佐治谷のだらず（鳥取弁で「ばか」という意味）が嫁さんの里に呼ばれることになった。母親が心配して「あんねの方（あちらの家）ではカニがごっつぉ（ごちそう）に出てくるけぇ、ふんどし（この場合はカニの腹節のこと）を取って食べんと笑われっど」と教えてやった。嫁さんの里に行った男が膳を見ると、案の定カニが乗っている。「こりゃァふんどしを取らんといけんわい」と男が帯をほどいてふんどしを脱ぎ始めたので、里の家では大笑いをしたということだ。
- 昔々、佐治谷のだらずが村の正月寄り合いに出たところ、ごちそうにくじら汁が出てきた。男は汁鍋の上に浮いている脂をたらふく食べ、家に戻って母親に「くじら汁ちゅううまいもんを食うたが、くじらは脂になって溶けとったわいや」と話した。母親は「くじら肉は汁の鍋底に沈むだけぇ、鍋底からすくって食わないけんだがな」と教えてやった。男は「脂だけでもあんげにうまかったのに惜しいことをした。こんどは鍋底すくって食ったろう」と考えた。次の年も正月寄り合いに出ると、今度は豆腐汁が出てきた。男は鍋底の方を食わにゃ損だと思って、底の方の汁ばっかり腹一杯食べてきてしまった。
- 昔々、佐治谷の男が町にカラスを売りに出た。男は「町のものはいつもわしらをばかにするけぇ、ここは一つ町のもんらを騙したろう」と思い、袋いっぱいにカラスを詰めたのを背中に負い、腰にはキジをぶら下げた。そして大声で「カラスはいらんかぁ、カラスはいらんかぁ」と町中ふれ歩いた。町の者たちは男が腰に下げたキジを見て「佐治谷のだらずがキジをカラスとまちがえて売りょるわい。キジを安ぅに買うてやりましょう」と思って、「背中にいっぱい背負っているカラスをつかぁさい」と言ったところ、男は「なんぼでも買うてやってつかんせぇ」と本物のカラスを出して売ってやった。町のものらは「カラスをくれ」と言ってしまったものだから今更いらないとも言えず、佐治谷の者にうまいこと騙されて食べられもしないカラスを買ったということだ。

## 備考
- 民話の舞台となった旧八頭郡佐治村では、近年[いつ?]まで「全国ばか話サミット」が開催されていた。

## 書籍
- 中島嘉吉（編）『佐治谷話』（改訂増補版）佐治村文化財協会〈郷土文化シリーズ〉、1973年。
- 有本喜美男『佐治谷話のルーツを探る: 鳥取市無形民俗文化財』「佐治谷話のルーツを探る」刊行会、2014年。